# Bangladesi labdarúgó-válogatott
A bangladesi labdarúgó-válogatott Banglades nemzeti csapata, amelyet a bangladesi labdarúgó-szövetség (angolul: Bangladesh Football Federation) irányít.

## Világbajnoki szereplés
- 1930–1982: Nem indult
- 1986–2018: Nem jutott be.

## Ázsia-kupa-szereplés
- 1956–1976: Nem indult
- 1980: Csoportkör
- 1984–2015: Nem jutott be

## Szövetségi edzők
- Kottán György (2000–2003)